# Pär Arlbrandt
Pär Arlbrandt (ur. 22 listopada 1982 w Jönköping) – szwedzki hokeista, reprezentant Szwecji.

## Kariera
- HV71 J18 (1999)
- HV71 J20 (1999–2001, 2002)
- HV71 (2001, 2002–2003)
  -  IF Troja-Ljungby (2001–2002)
- Rögle (2003–2007)
- Södertälje (2007–2008)
- EC KAC (2008)
- Västerås (2008–2009)
- Luleå (2009–2011)
- Linköping (2011-2014)
- EHC Biel (2014-2016)
- HV71 (2016-2017)

Wychowanek klubu HV71. Grał w lidze Allsvenskan, wieloletni zawodnik najwyższej szwedzkiej klasy rozgrywkowej. Od kwietnia 2011 zawodnik Linköping. W styczniu 2013 przedłużył kontrakt o dwa lata. Odszedł z klubu w lipcu 2014. Wówczas został zawodnikiem EHC Biel. Od stycznia 2016 ponownie zawodnik HV71. Po zdobyciu mistrzostwa Szwecji w sezonie 2016/2017 w barwach HV71 pod koniec kwietnia 2017 ogłosił zakończenie kariery.

## Sukcesy
Klubowe
- Trzecie miejsce w European Trophy: 2011 z Luleå
- Złoty medal mistrzostw Szwecji: 2017 z HV71

Indywidualne
- Allsvenskan 2006/2007:
  - Pierwsze miejsce w klasyfikacji asystentów w sezonie zasadniczym: 47 asyst
  - Pierwsze miejsce w klasyfikacji kanadyjskiej w sezonie zasadniczym: 72 punkty
- Allsvenskan 2008/2009:
  - Pierwsze miejsce w klasyfikacji kanadyjskiej w sezonie zasadniczym: 77 punktów
- Karjala Cup 2013:
  - Pierwsze miejsce w klasyfikacji kanadyjskiej turnieju: 4 punkty
  - Skład gwiazd turnieju
- Svenska hockeyligan (2013/2014):
  - Piąte miejsce w klasyfikacji strzelców w sezonie zasadniczym: 26 goli
  - Pierwsze miejsce w klasyfikacji asystentów w sezonie zasadniczym: 45 asyst
  - Skyttetrofén – pierwsze miejsce w klasyfikacji kanadyjskiej w sezonie zasadniczym: 71 punktów